# Astier Nicolas
Astier Nicolas (19 de janeiro de 1989) é um ginete francês, especialista no CCE, campeão olímpico por equipes na Rio 2016.

## Carreira
Astier Nicolas na Rio 2016 competiu no CCE por equipes, conquistando a medalha de ouro montando Entebbe, ao lado de Thibaut Vallette, Mathieu Lemoine e Karim Laghouag. 
No individual Astier foi medalha de prata.